# Pawłowa Turnia

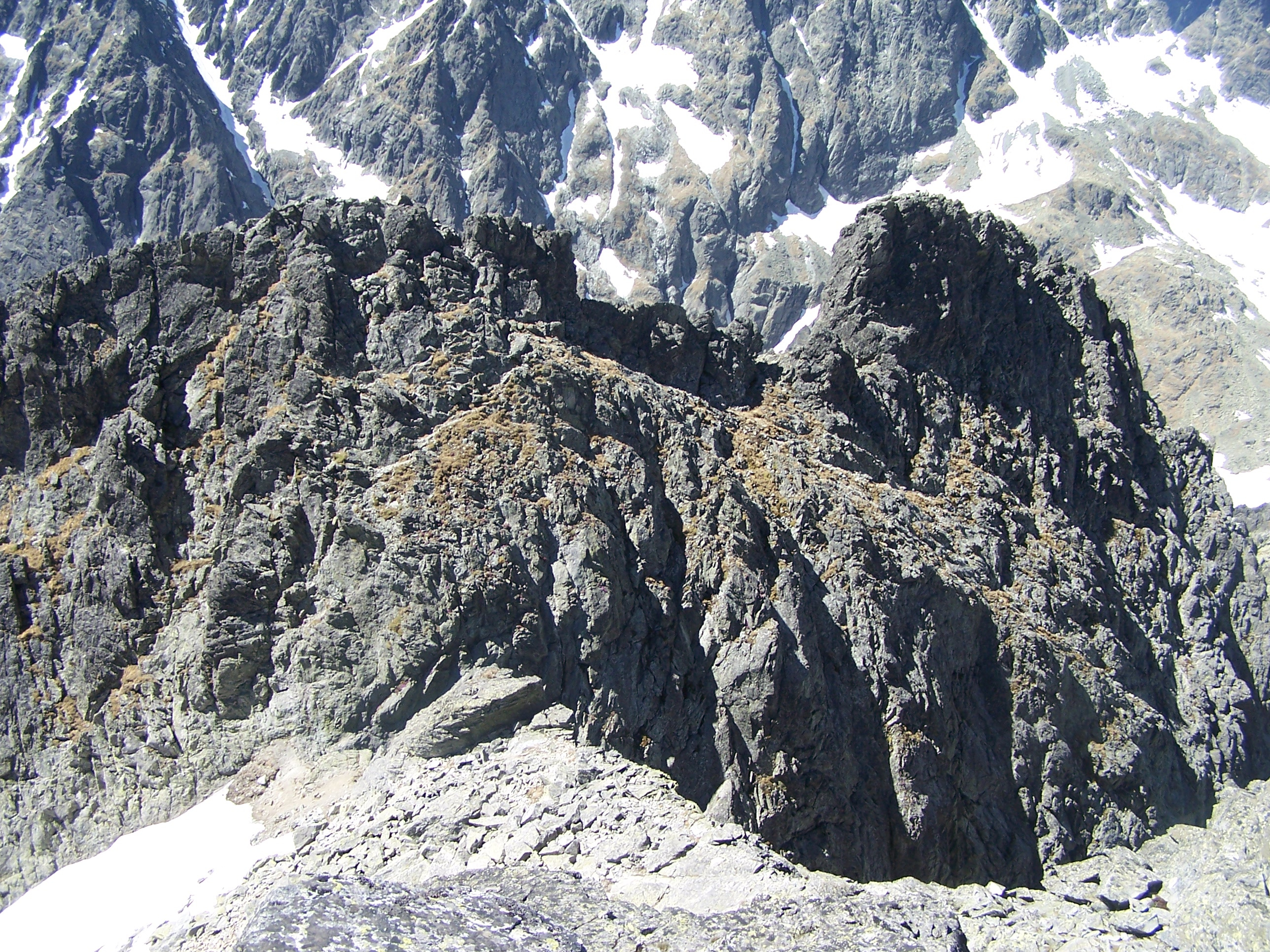
Kwietnikowa Turnia i Pawłowa Turnia (po prawej) na tle masywu Gerlacha

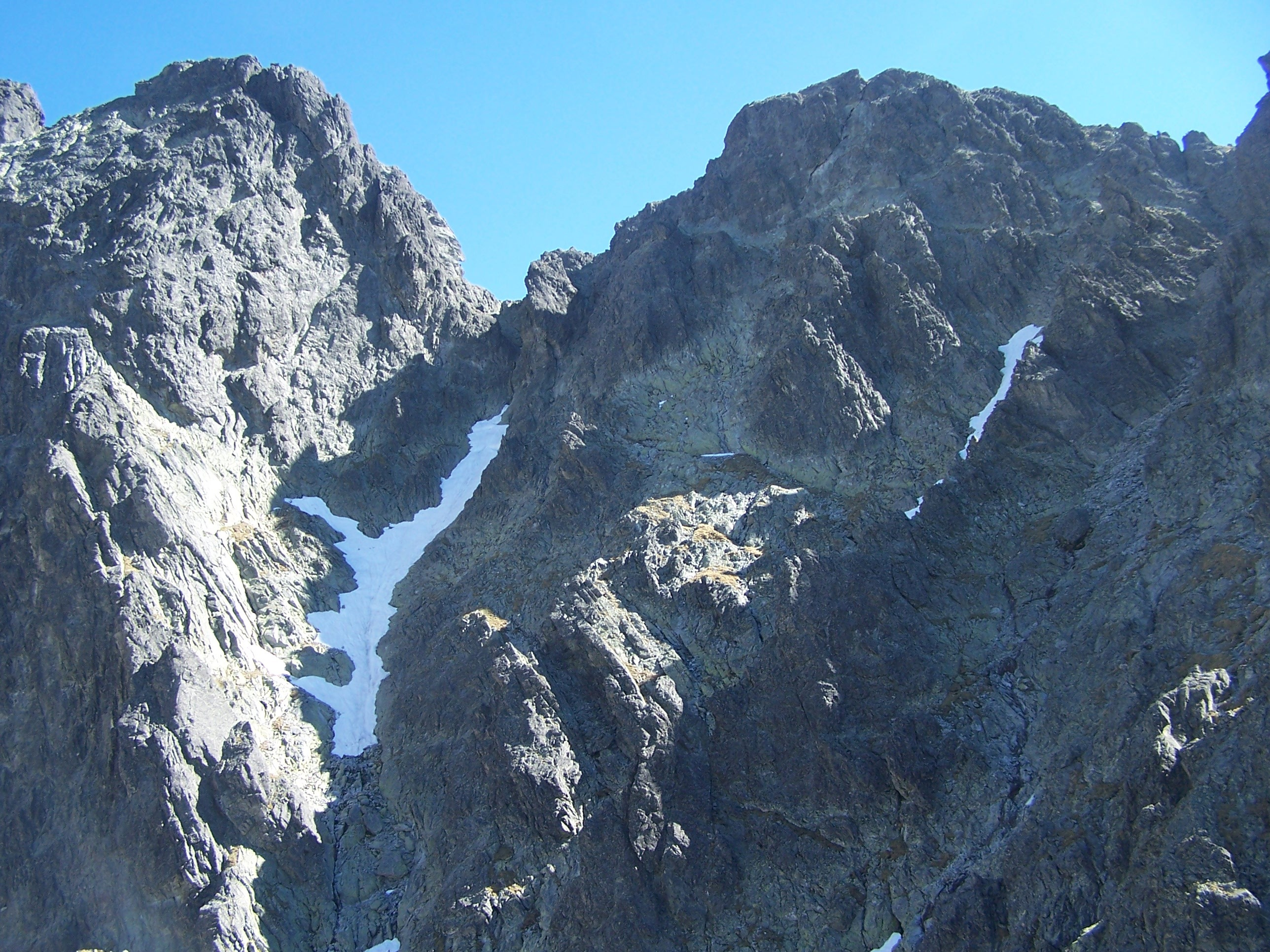
Pawłowa Turnia (po lewej) i Kwietnikowa Turnia. Widok z Kwietnikowego Żlebu

Pawłowa Turnia (słow. Bradavica Z vrchol, niem. Müller-Turm, węg. Müller-torony, 2473 m) – najbardziej zachodni i najniższy z czterech wierzchołków Staroleśnego Szczytu w słowackich Tatrach Wysokich. Wraz z Kwietnikową Turnią tworzą parę niższych szczytów, położonych po zachodniej stronie Klimkowych Wrótek. Po wschodniej stronie tej przełączki znajduje się Klimkowa Turnia i Tajbrowa Turnia.
Najczęściej uczęszczana droga na Pawłową Turnię prowadzi z Doliny Wielickiej przez Kwietnikowy Żleb na Zwodną Ławkę, następnie obchodzi się Pawłową Turnię nad Doliną Staroleśną i Klimkowym Żlebem wychodzi na Klimkowe Wrótka. Z nich wyjście na Pawłową Turnię jest trudniejsze niż na Klimkową i Tajbrową Turnię, tworzy ona bowiem prawie monolityczny blok granitowy. Pierwsze znane wejście na Pawłową Turnię: Paul Habel, Johannes Müller oraz przewodnicy Johann Breuer i Pavel Čižák 17 lipca 1896 r. przy okazji czwartego wejścia na główny szczyt.
Staroleśny Szczyt należy do najtrudniej dostępnych wybitnych szczytów tatrzańskich. Zgodnie z przepisami Tatrzańskiego Parku Narodowego wejście dopuszczalne jest tylko z przewodnikiem.